# Сильвестер, Майкл
Майкл (Михаэль, Майк) Сильвестер (итал. Michael Joseph «Mike» Sylvester; род. 10 декабря 1951, Цинциннати, Огайо) — итальяно-американский баскетболист, серебряный призёр летних Олимпийских игр 1980 года в Москве, тренер команды Cincinnati Hills Christian Academy. Благодаря двойному гражданству стал единственным американцем, выигравшим медаль московской Олимпиады.

## Биография
Сильвестр родился в Цинциннати (штат Огайо), окончил среднюю школу Мёллера, играл в баскетбол в команде Университета Дейтона «Дейтон Флайерс». Был известен своими точными бросками. В сезоне 1974 года в одной из игр набрал 36 очков.
Тренер итальянской команды «Олимпия» Чезаре Рубини пригласил Сильвестера участвовать в Кубке Корача в сезоне 1974—1975 годов. Сильвестер подписал контракт и в сезоне 1975—1976 года его команда выиграла Кубок обладателей кубков ФИБА. В 1980 году у Сильвестера возник конфликт с товарищем по команде Чарльзом Купеком и тренер Дэн Питерсон попросил его покинуть команду. Сильвестер был продан в клуб «Виктория Либертас» (Пезаро) за рекордные для Италии на тот момент 500 тысяч долларов.
Сильвестер натурализовался в Италии в 1977 году. Три года спустя он были призван в олимпийскую сборную Италии и команда завоевала путёвку на московскую Олимпиаду. Однако после сообщения о бойкоте Олимпиады Сильвестер обратился в Государственный департамент США с вопросом о своём участии в предстоящих Играх. Госдеп не стал запрещать Сильвестеру участие в Олимпиаде. Итальянская команда выступала под олимпийским флагом и завоевала серебряные медали.
В последующие годы он провел шесть сезонов в команде «Виктория Либертас», приведя их к Кубку Италии 1985 года, двум финалам итальянской лиги (1981—1982 и 1984—1985), титулу Кубка Сапорты 1983 года, финалу Кубка Сапорты 1986 года и полуфиналу Кубка Сапорты 1984 года.
Сильвестер живёт в Ловленде (Огайо). Братья Майка Стив и Винс были игроками в американский футбол: первый играл за «Окленд Рейдерс», а второй был звездой команды Университета Цинциннати. Сын Майка Мэтт также был баскетболистом, он играл в колледже штата Огайо, а потом уехал в Европу, как и его отец.